# Manhumirim
Manhumirim é um município brasileiro do interior do estado de Minas Gerais. Sua população recenseada em 2022 era de 20 610 habitantes.
É uma cidade pequena, de tradição majoritariamente católica e possui a primeira igreja da América Latina construída exclusivamente de concreto armado, a Igreja Matriz do Bom Jesus.

## Etimologia
"Manhumirim" é um termo de origem tupi. Seu significado é controverso: alguns acreditam que significa "chuva pequena" (manã-mirim), enquanto outros interpretam como "pequeno campo da chuva" (através da junção de amana, "chuva", nhum, "campo" e mirim, "pequeno"). Outros, ainda, atribuem o significado "rio pequeno".

## História

Manhumirim, s.d. Arquivo Nacional.

A região era originalmente habitada pela nação indígena puri, que deixou suas marcas e objetos comprovando sua presença milenarmente na região. Essa presença possibilita, inclusive, diversos estudos arqueológicos. 
A colonização da região foi posterior. Embora os bandeirantes já visitavam o local, a procura de ouro, ou para prear indígenas, a habitação definitiva da região só foi ocorrer após a construção de uma estrada ligando Vitória a Vila Rica de Ouro Preto. Em 1808, logo que chegou ao Brasil, o principe regente D. João, mandou abrir uma estrada em linha reta ligando Vitória à Vila Rica de Ouro Preto, a fim de humanizar mais a vida e dar maior garantia ao avanço pelas serras, rios e matas. 
Tiveram então que estabelecer pontos de apoio de trecho em trecho, criando através das flores os chamados "quartéis". Destinados ao descanso e pernoite dos desbravadores e para a troca de mantimentos e das diligências que iam e viam, trazendo e levando notícias e suprimentos para os trabalhadores. A estrada real passava justamente onde hoje se encontra a cidade de Manhumirim, e existiam alguns quartéis dentro do município.
O primeiro núcleo desbravador surgiu em 1865, o local chamava Pirapetinga, que na língua Tupi quer dizer "salto do peixe branco". Foi iniciado por Manoel Francisco de Paula Cunha, um português que foi o primeiro a se estabelecer, viver e morrer na cidade. Segundo declarou um neto, o avô era desertor da Guerra do Paraguai e certamente, para por-se a salvo, embrenhou-se por regiões longínquas e desconhecidas, através da estrada real.
Em homenagem ao Bom Jesus, o português fez uma doação de uma área para a construção de uma capela e o lugar passou a chamar "Bom Jesus do Pirapetinga". Por volta de 1900 começaram a surgir as primeiras casas e entrepostos comerciais, formando a povoação. A partir desta época começaram a chegar várias famílias de imigrantes vindo de vários países. Compraram terras aqui, e vieram construir uma nova vida. O plantio de café logo despontou como a cultura principal e se tornou fator de desenvolvimento.

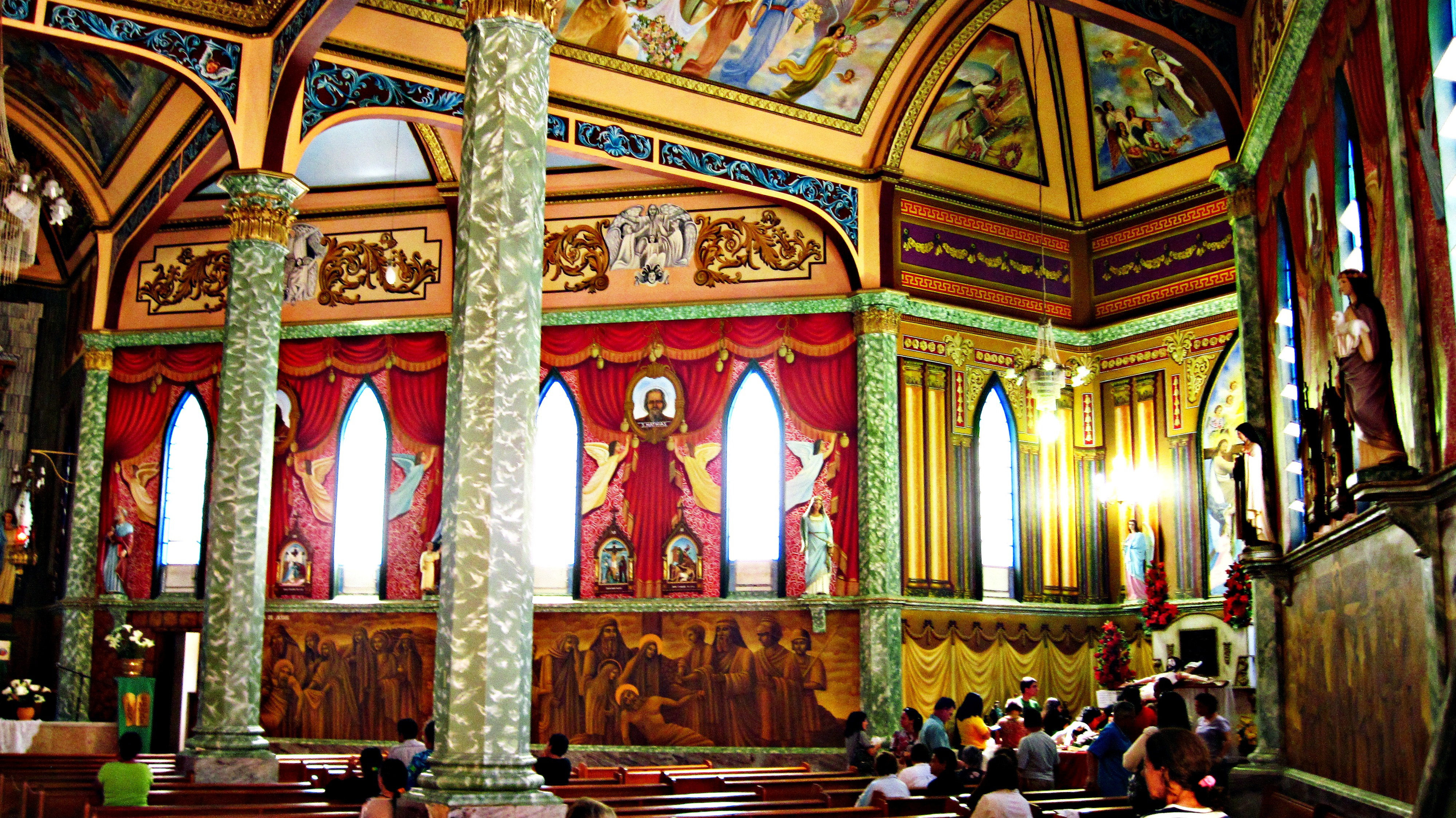
Interior da Igreja do Bom Jesus de Manhumirim

Em 1930 foram concluídas as obras da Igreja Matriz do Bom Jesus de Manhumirim, construída no local onde fora doado o terreno por Paula Cunha, onde existia a capela do Bom Jesus do Pirapetinga. A nova igreja, feita em estilo gótico, foi a primeira igreja construída exclusivamente de concreto armado na América Latina. Concluída pelo padre Júlio Maria de Lombaerde, que se tornou o grande desenvolvedor da cidade, construindo o Hospital São Vicente de Paulo (atualmente Hospital Padre Júlio Maria), o Seminário Apostólico Romano e o Colégio Santa Teresinha, todos com arquitetura marcante.

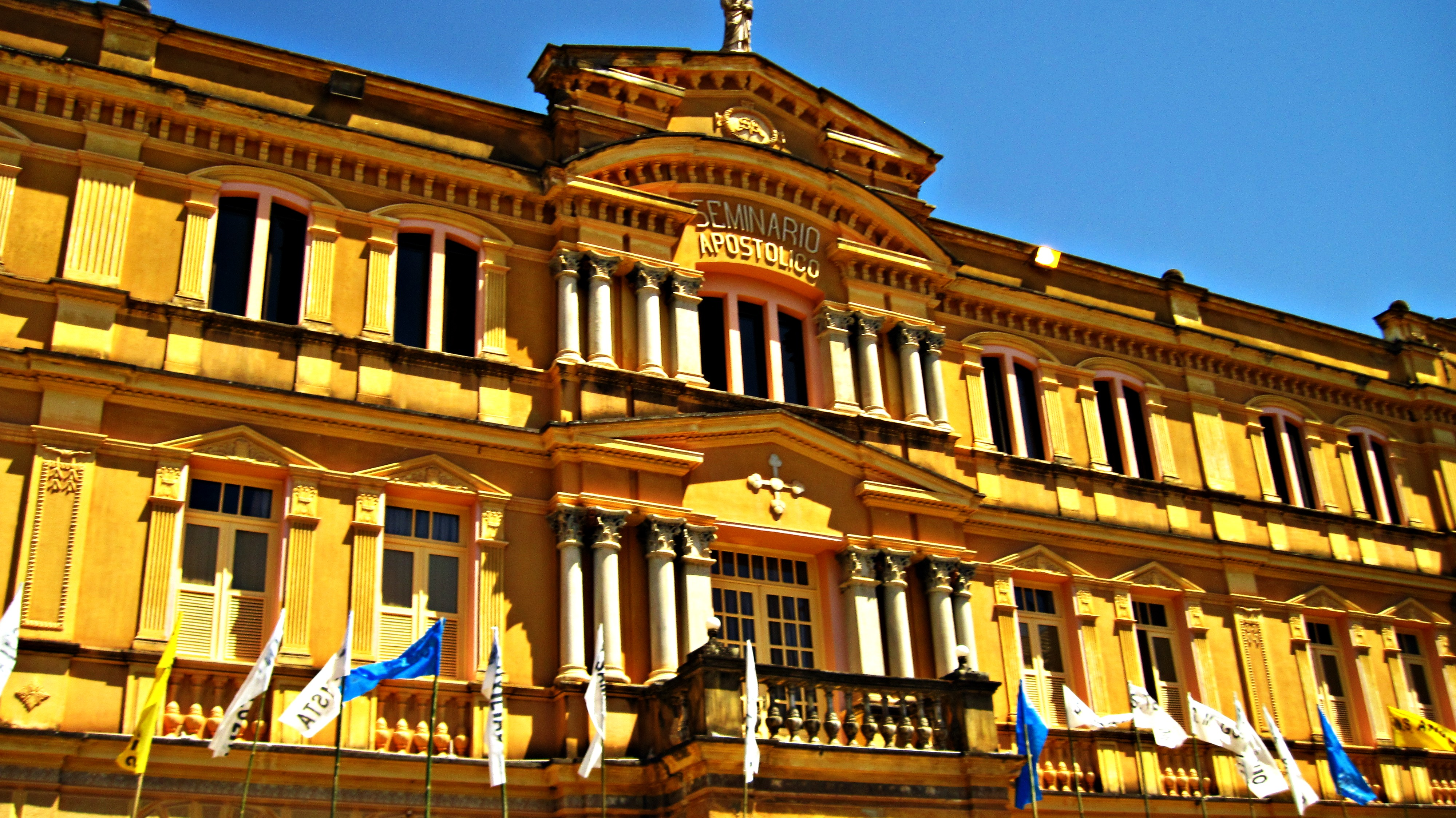
Seminário de Manhumirim

Em 1914 chegaram os trilhos da Estrada de Ferro Leopoldina, dando um enorme impulso aos produtores e possibilitando o início do progresso. No dia 16 de março de 1924, a cidade emancipou-se, tornando-se de distrito a município, e recebendo o nome de Manhumirim.

## Economia
Hoje o município tem sua economia fundamentada na produção de café e no comércio, mas tendo em vista o seu grande potencial em atrativos, o município começa a se preparar para a implantação do turismo, como forma de alcançar o desenvolvimento sustentável, garantindo assim a preservação dos atrativos para o futuro.
A esse respeito, Manhumirim criou o Parque Sagui da Serra, o maior parque ecológico municipal de Minas Gerais (com 375 hectares), e faz parte do recém criado circuito turístico do Pico da Bandeira.

## Geografia

### Transportes
Manhumirim está localizada entre as serras do leste do Estado de Minas Gerais, a pouco mais de 300 quilômetros de sua capital, Belo Horizonte, em posição muito favorável, uma vez que a cidade encontra-se próxima das principais vias de acesso do país. Sendo servida pelas rodovias estaduais MG-111 e MG-108.
A cidade está a 15 minutos do entroncamento da BR-262, via de ligação entre Belo Horizonte e Vitória, e da BR-116, ligação entre o Rio Grande do Sul e o Ceará, que se cruzam no distrito de Realeza. Também a 30 minutos está a divisa de Minas Gerais com o Espírito Santo.
Até os anos 70, Manhumirim também possuía um acesso ferroviário pela Linha do Manhuaçu da Estrada de Ferro Leopoldina, onde era realizado o escoamento de café das fazendas locais, além do transporte de passageiros aos municípios de Carangola, Recreio e Manhuaçu, e ao Rio de Janeiro. Após a desativação de grande parte da ferrovia, os trilhos foram retirados da cidade em 1973 e sua estação de trens foi posteriormente demolida. 

## Filhos ilustres
Naturais de Manhumirim